# كيجي
كيجي هي جزيرة صغيرة قبالة سواحل حوض أركين الوطني في موريتانيا. الجزيرة غير مأهولة. تبلغ مساحة الجزيرة 13,5 كم2 بطول 7.8 كم وعرض 2.2 كم.
تقع الجزيرة إلى الغرب من جزيرة تيدرة أكبر جزر حوض أركين.